# كفر المقدام
قرية كفر المقدام هي إحدى القرى التابعة لمركز ميت غمر في محافظة الدقهلية في جمهورية مصر العربية. حسب إحصاءات سنة 2006، بلغ إجمالي السكان في كفر المقدام 11870 نسمة، منهم 6081 رجل و5789 امرأة.